# یواس‌اس باتتورت (ای‌پی‌ای-۱۳۶)
یواس‌اس باتتورت (ای‌پی‌ای-۱۳۶) (به انگلیسی: USS Botetourt (APA-136)) یک کشتی بود که طول آن ۴۵۵ فوت (۱۳۹ متر) بود. این کشتی در سال ۱۹۴۴ ساخته شد.